# Promozione Basilicata 1978-1979
Nella stagione 1978-1979 la Promozione era sesto livello del calcio italiano (il massimo livello regionale). Qui vi sono le statistiche relative al campionato in Basilicata.
Il campionato è strutturato in vari gironi all'italiana su base regionale, gestiti dai Comitati Regionali di competenza. Promozioni alla categoria superiore e retrocessioni in quella inferiore non erano sempre omogenee; erano quantificate all'inizio del campionato dal Comitato Regionale secondo le direttive stabilite dalla Lega Nazionale Dilettanti, ma flessibili, in relazione al numero delle società retrocesse dal Campionato Interregionale e perciò, a seconda delle varie situazioni regionali, la fine del campionato poteva avere degli spareggi sia di promozione che di retrocessione.

## Squadre partecipanti
| Club                     | Città (provincia)         | Stadio | Stagione precedente |
| ------------------------ | ------------------------- | ------ | ------------------- |
| Carlo Fortunato          | Senise (PZ)               |        |                     |
| S.C. Ferrandina          | Ferrandina (MT)           |        |                     |
| G.S. Indipendente        | Bernalda (MT)             |        |                     |
| U.S. Irsinese            | Irsina (MT)               |        |                     |
| Pol.Juve Marsico         | Marsico Nuovo (PZ)        |        |                     |
| U.S. Lagonegro           | Lagonegro (PZ)            |        |                     |
| U.S. Libertas Invicta    | Potenza                   |        |                     |
| Pol. Moliterno           | Moliterno (PZ)            |        |                     |
| Palazzo Calcio           | Palazzo San Gervasio (PZ) |        |                     |
| Pol. Cristo Re Pisticci  | Pisticci (MT)             |        |                     |
| S.C. Policoro            | Policoro (MT)             |        |                     |
| Calcio Pro Matera S.p.a. | Matera                    |        |                     |
| Pol. Tolve               | Tolve (PZ)                |        |                     |
| Pol. Vaglio              | Potenza                   |        |                     |
| Pol. Virtus Ferrandina   | Ferrandina (MT)           |        |                     |
| C.S. Vultur Rionero      | Rionero in Vulture (PZ)   |        |                     |

## Classifica finale
|  | Pos. | Squadra                | Pt  | G   | V   | N   | P   | GF  | GS  | DR  |
|  | ---- | ---------------------- | --- | --- | --- | --- | --- | --- | --- | --- |
|  | 1.   | Vultur Rionero         | 54  | 30  | 25  | 4   | 1   | 79  | 14  | +65 |
|  | 2.   | Pro Matera             | 46  | 30  | 20  | 6   | 4   | 64  | 18  | +46 |
|  | 3.   | Vaglio                 | 39  | 30  | 16  | 7   | 7   | 39  | 25  | +14 |
|  | 4.   | Moliterno              | 34  | 30  | 14  | 6   | 10  | 42  | 40  | +2  |
|  | 5.   | Pisticci               | 32  | 30  | 12  | 8   | 10  | 44  | 40  | +4  |
|  | 6.   | Palazzo                | 32  | 30  | 13  | 6   | 11  | 48  | 44  | +4  |
|  | 7.   | Indipendente           | 30  | 30  | 11  | 8   | 11  | 49  | 41  | +8  |
|  | 8.   | Lagonegro              | 27  | 30  | 8   | 11  | 11  | 25  | 38  | -13 |
|  | 9.   | Carlo Fortunato        | 27  | 30  | 9   | 9   | 12  | 34  | 44  | -10 |
|  | 10.  | Libertas Invicta       | 25  | 30  | 8   | 9   | 13  | 31  | 41  | -10 |
|  | 11.  | Policoro (-1)          | 24  | 30  | 11  | 13  | 16  | 30  | 38  | -8  |
|  | 12.  | Irsinese (-1)          | 23  | 30  | 9   | 6   | 16  | 28  | 54  | -26 |
|  | 13.  | Ferrandina             | 22  | 30  | 6   | 10  | 14  | 26  | 37  | -11 |
|  | 14.  | Tolve                  | 22  | 30  | 8   | 6   | 16  | 21  | 34  | -13 |
|  | 15.  | Juve Marsico           | 22  | 30  | 8   | 6   | 16  | 26  | 48  | -22 |
|  | 16.  | Virtus Ferrandina (-1) | 18  | 30  | 4   | 11  | 15  | 16  | 46  | -30 |
|  |      |                        | 477 | 480 | 182 | 116 | 182 | 602 | 602 | 0   |